# Беркович, Михаил Фадеевич
Михаи́л Фаде́евич Берко́вич (1929 — 2008) — российско-израильский журналист, публицист и поэт.

## Биография
Родился в Ачинске, Красноярского края. Жил в Новокузнецке.
После окончания войны семья уехала в Одессу, где Михаил окончил школу мореходного обучения по профилю судового машиниста. В Дунайском морском пароходстве работал кочегаром на судах. Попал под военный трибунал и был отправлен в лагеря на пять лет. Отбывал наказание в Коми АССР и на Кольском полуострове. Учился заочно, экстерном сдал за десятилетку.
В 1963 году вернулся в Новокузнецк. Работал слесарем-сантехником. Неожиданно для себя стал репортером в многотиражной газете «Металлургстрой», затем редактором газеты «Разведчик недр», зав. отделом и репортером городской газеты «Кузнецкий рабочий», откуда ушёл на пенсию. По утверждению младших коллег,

В 70-80-е годы прошлого века Михаил Фадеевич Беркович был самым известным в Новокузнецке журналистом. Редким был профессионалом — в любом материале стремился дойти до самой сути.

В 1975 окончил Новокузнецкий педагогический институт. Пять лет жил в таежной деревне. В Израиле с 1994 года. Жил в Ашкелоне. Автор девяти книг — стихов и прозы. Журналистские материалы публиковались во всех центральных газетах СССР, в журналах «ЭКО», «Советский шахтёр» и других, а также почти во всех газетах Израиля.
Составитель (вместе с Эвелиной Ракитской) и автор предисловия антологии «120 поэтов русскоязычного Израиля» (2005); как замечает рецензент журнала «Знамя», Беркович

насчитал более 120 и объяснил в предисловии, почему причисляет к поэтам и тех, кто пишет очень плохие стихи.

## Книги М. Берковича
- «Сонет». Стихи, юмор (1996)
- «По ком тюрьма плакала». Рассказы, повести (1996)
- «Приглашение». Стихи. Поэмы, юмор, пародии.
- «Деревня». Повесть, рассказы (1998)
- «Белое руно». Стихи (2000)
- «Берега». Стихи, юмор, пародии (2001)
- «Свет осени». Триолеты (2001)
- «Смотрю в твои глаза». Стихи
- «Любавия». Стихи. Подарочное издание (2004)